# Peuple élu (judaïsme)

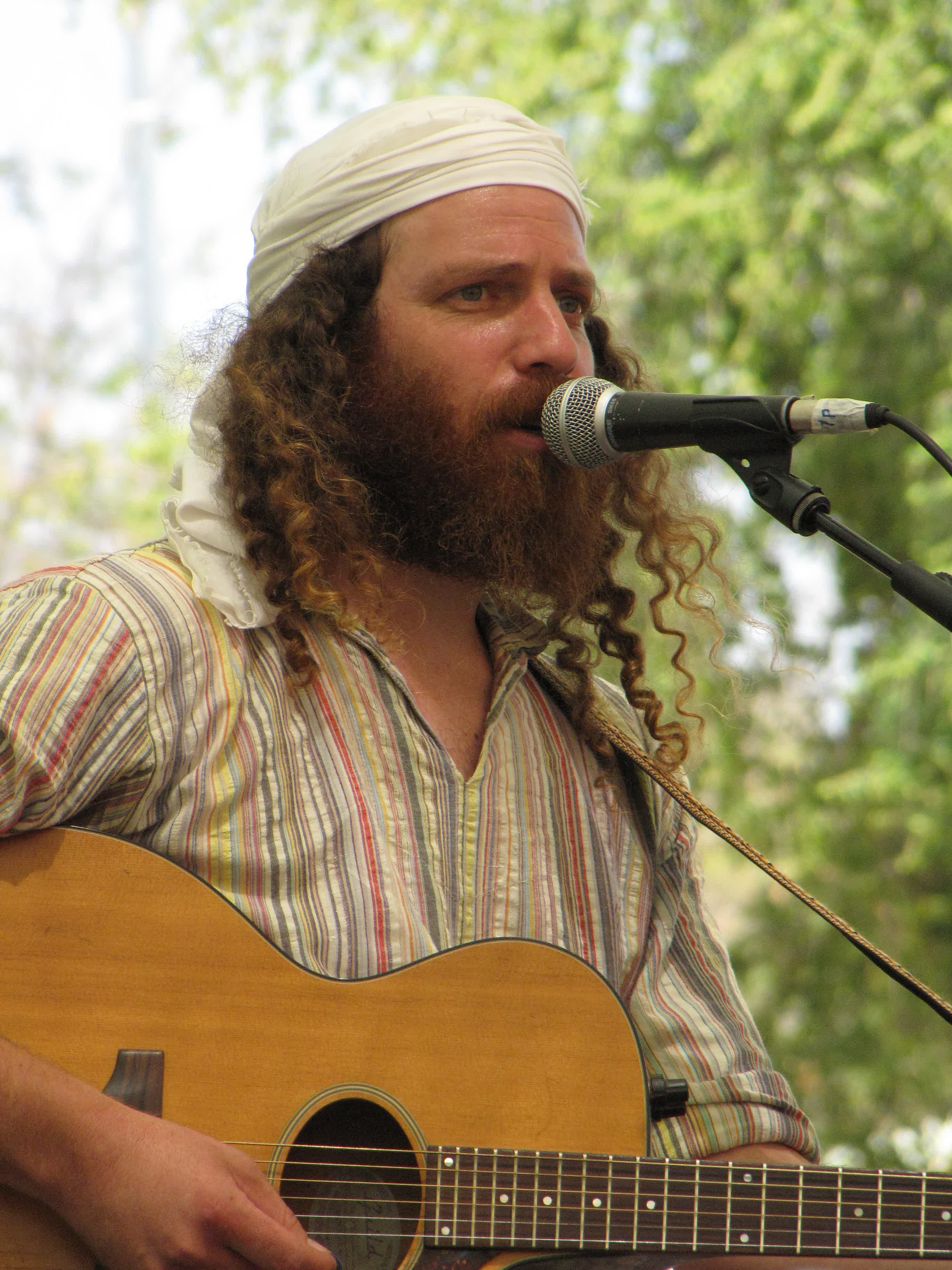
Image d'un croyant du judaïsme.

Dans le judaïsme, le concept d'élection (hébreu : be'hira) est la croyance selon laquelle les enfants d'Israël sont le peuple élu (hébreu : ʿam niv’har ou ʿam segoula : peuple-trésor), choisi pour contracter une alliance avec Dieu. Cette idée, énoncée la première fois dans la Torah, est reprise et élaborée dans les Livres ultérieurs de la Bible hébraïque, et particulièrement développée dans la littérature rabbinique.

## L'élection dans la Bible hébraïque
Bien que Dieu Se soit révélé auparavant aux Patriarches, aux Matriarches et à Moïse, la première mention de l'élection du peuple d'Israël dans sa collectivité se trouve dans le Livre de l'Exode (19:5-6) : 
« Désormais, si vous êtes dociles à Ma voix, si vous gardez Mon alliance, vous serez Mon trésor entre tous les peuples ! Car toute la terre est à Moi, mais vous, vous serez pour Moi une dynastie de pontifes et une nation sainte. » 
Cependant, le caractère d'élection d'Israël semble peu après inconditionnel, ainsi qu'il est dit (Deutéronome 14:2) : 
« Car tu es un peuple consacré à YHWH, ton Dieu, et c'est toi qu'Il a choisi, YHWH, pour Lui être un peuple spécial entre tous les peuples répandus sur la terre. »
Cette alliance est réitérée à travers les Dix commandements des tables de la Loi de Moïse et en présence de toute la nation juive rassemblée au pied du mont Sinaï, qui l'accepte. 
Par son élection, Israël, « dynastie de prêtres », est chargé de sanctifier le Nom de Dieu - « Ce peuple, Je l'ai formé pour Moi, pour qu'il publie Ma gloire » - et cela consiste à le servir en obéissant à la Loi qu'il lui a donnée, à travers le culte, le rejet des idoles, l’amour du prochain et l’étude de la Torah.  
Cette élection est considérée comme une preuve d'amour de Dieu envers Israël (Deutéronome 7:7-8), « comme un époux envers sa fiancée », dit le prophète Osée, raison pour laquelle, lorsqu'Israël s'adonne au culte des idoles, Dieu instruit le prophète de prendre pour femme une prostituée, et de nommer ses enfants par des noms évoquant la répudiation d'Israël, notamment (Livre d'Osée 1:9) : « Appelle-le Lo Ammi ("Non Mon peuple"), car vous n'êtes plus Mon peuple, et Moi, Je ne serai plus à vous. » Cependant, cette répudiation est temporaire, et le verset suivant (Osée 2:1) évoque le temps où « les enfants d'Israël seront dénommés Les Fils du Dieu vivant, » ayant abandonné leurs idoles, et que la « femme » Israël, se détournant de ses amants et de la débauche, appellera Dieu Ishi (« mon époux »), et non Ba'ali (« mon mari, » mais aussi « mon Ba'al »). 

Cette élection est de plus génératrice d'obligations et de responsabilités, ainsi que le souligne le prophète Amos (Livre d'Amos 3:2) : 
« C'est vous seuls que J'ai distingués entre toutes les familles de la terre, c'est pourquoi Je vous demande compte de toutes vos fautes. »
Toutefois, cette élection n'est pas exclusive puisque quiconque peut faire partie du peuple juif (par conversion) en acceptant sa responsabilité, de croire au Dieu de la Torah et d’observer les 613 obligations de ses lois.

## L'élection dans les écrits talmudiques et rabbiniques
L'élection a été interprétée de diverses façons : pour les uns, Dieu choisit les Israélites et n'a pas à s'en justifier, pour les autres, les Israélites choisirent Dieu. Cette élection fut libre ou contrainte. Elle le fut du fait des mérites d'Israël, ou grâce à son humilité, son effectif réduit,. Elle fut selon certains la conséquence des mérites des Patriarches, alors selon d'autres, dont la Kabbale et le Tanya, les âmes juives avaient été prédestinées avant même la Création. 
Cependant, il est globalement consensuel que l'élection crée des obligations exclusives aux Juifs (« pour Lui être un peuple spécial entre tous les peuples »), s'ajoutant aux alliances et responsabilités que les non-Juifs reçoivent de Dieu, comme les lois noahides, sans apporter de récompenses exclusives aux Juifs.

## Le sens de l'élection
Dieu s'adresse à Abram en lui disant : « Je te ferai devenir une grande nation [...] » (Genèse, 12:2), ; Abram, en acceptant l'Alliance avec Dieu, s'engage lui et ses descendants dans un contrat qui présente peu d'avantages pour beaucoup de contraintes : être le seul peuple monothéiste dans un temps où on adore les idoles, servir d'exemple aux autres nations (goy) en « expos(ant) le droit aux peuples » et rendre compte à Dieu de chacune de ses fautes. Il s'agit ainsi de l'acceptation d'un destin différent et singulier des autres peuples.
Aussi, à cette acceptation des tables de la Loi au mont Sinaï, l'engagement réciproque entre Dieu et le peuple d'Israël confirme l'élection dans l'Alliance et impose au peuple la fidèle écoute de la Parole divine (« Ecoute Israël »), ce qui l'appelle à la sainteté (« une nation sainte ») mais le singularise parmi les peuples alentour (« un peuple spécial entre tous les peuples »),. Toutefois, elle ne lui apporte aucun privilège et ne défavorise aucune autre nation car toutes restent liées à leur Créateur (« ... vous serez pour Moi un bien précieux parmi les peuples, car toute la terre est à Moi. », Ex 19:5-6),.
Les religieux juifs et chrétiens considèrent ce statut de peuple élu uniquement comme porteur de responsabilité exigeante et générateur de sacrifice ; c'est un devoir, un joug éthique consenti pour l'éternité de servir Dieu et son prochain,. Les Juifs portent la responsabilité de conserver intact et transmettre un message universel et pacifique, notamment par la preuve dans le texte biblique que les Hébreux sont choisis pour être le peuple élu, en raison de leur insignifiance en nombre et leur fragilité. Partant, l'observance quotidienne de la Loi divine (613 commandements) permet une proximité avec Dieu et une dépendance vis-à-vis de Lui qui font prendre conscience de sa propre insuffisance et de sa propre insignifiance, lesquelles vont à l'opposé d'un éventuel ethnocentrisme. La signification biblique du « peuple élu » est donc d'ordre inverse à l'habituelle calomnie antisémite : il s'agit de rester humble - ce qui ne veut pas dire faible - dans sa mission, responsable fidèle d'une sanctification et porteur d'un message d'amour universel qui promeut l'Homme (« Toutes les nations de la terre seront bénies en ta postérité, parce que tu as obéi à Ma voix, Genèse 22:18.) »,. 
L'interprétation juive de cette vocation est qu'il s'agit là d'un fardeau intérieur et extérieur, d'une mission difficile et primordiale mais elle n'a pas la moindre signification de supériorité.
La charge du peuple élu de conserver, de sanctuariser et de faire rayonner dans le monde une éthique qui élève l'Homme au-dessus des lois de la Nature n'a d'autre finalité que de devoir témoigner de la nécessité pour chacun de parfaire son humanité dans la dignité des principes moraux de l'Alliance avec Dieu,,,.
Le vrai sens de l'élection divine étant la responsabilité dans le sacrifice et l'humilité, cette élection n'implique ainsi, en aucune manière, une quelconque autre supériorité sur d'autres peuples dont les membres sont juste tenus d'observer les sept lois noahides pour être qualifiés de pieux et avoir accès au Monde à venir quand ils ne souhaitent pas se convertir au judaïsme,,.

## L'élection juive dans l'islam
Le Coran contient plusieurs versets où le peuple juif est évoqué dont son élection (44.30-44.33), avant sa « délégitimation » : « À bon escient nous les choisîmes parmi tous les peuples de l'univers, et leur apportâmes des miracles de quoi les mettre manifestement à l'épreuve ». Les Juifs y sont désignés sous les expressions « Enfants d'Israël, Peuple du Livre, Elus de Dieu, qui ont reçu l'Alliance du Seigneur ».